# Киборг
Киборг (съкращение от на английски: cybernetic organism – в превод: кибернетически организъм) – биологически организъм, съдържащ механични компоненти, а също така робот, съдържащ биологически компоненти.
С други думи „киборг“ представлява пример за био-механична симбиоза.

## Създаване на понятието
Това понятие за първи път е предложено през 1960 г. във връзка с усвояването на космоса. Но идеята за използване на изкуствени органи в органични системи е много по-стара от появата на понятието киборг.
В медицината използването на технологии в тялото на човека не е новост. Има много хора със сърдечни имплантанти, с изкуствени ръце или имплантанти за слух или зрение. Има становища, че те се превръщат в един вид киборги.
Първият човек признат официално за киборг е Нил Харбисън. Причината е, че използвайки техническо съоръжение за разпознаване на цветове, което носи постоянно и то променя външността му, е успял да постигне признаването му като част от външния си вид.